# Gnidia hibbertioides
Gnidia hibbertioides är en tibastväxtart som först beskrevs av Spencer Le Marchant Moore, och fick sitt nu gällande namn av Z.S.Rogers. Gnidia hibbertioides ingår i släktet Gnidia och familjen tibastväxter. Inga underarter finns listade i Catalogue of Life.